# ロレンツォ・ロット
ロレンツォ・ロット（Lorenzo Lotto、1480年頃 - 1556年/1557年）はルネサンス期のイタリアの画家。宗教画を残すほか、肖像画家としても活躍した。ヴェネツィア出身。

## 略歴
ベルガモ出身の両親のもとヴェネツィアで生まれた。修行時代のことはほとんど知られていないが、その作風からヴェネツィア派の画家、ジョヴァンニ・ベッリーニかアルヴィーゼ・ヴィヴァリーニの工房で学んだと推定されている。1503年にトレヴィーゾに移り、トレヴィーゾの司教、Bernarda de’Rossiの後援を受けた。その後レカナーティのサン・ドメニコ教会の祭壇画を制作した後、1508年から1511年の間はローマで働き、ロンバルディアの画家、ブラマンティーノ(Bramantino)やガウデンツィオ・フェラーリ(Gaudenzio Ferrari)とともにバチカン宮殿のユリウス2世の住居の壁画を描いたがこの作品は、後にラファエロによって別の作品が描かれて残されていない。
その後も、活動場所をしばしば変えていて、アンコーナなどで働いた後、1513年から1525年にベルガモで活動し、1525年からはヴェネツィアに滞在することも多かったが、トレヴィーゾやベルガモ、マルケ地方に旅した。ヴェネツィアの建築家、彫刻家のヤーコポ・サンソヴィーノの友人で、サンソヴィーノはロットを経済的に援助し、顧客を紹介した。1552年にロレートの修道院で暮らし1556年にそこで没した。
祭壇画や優れて肖像画を残したが、没後忘れられた存在となり、再評価されたのは19世紀になってからであった。

## ギャラリー

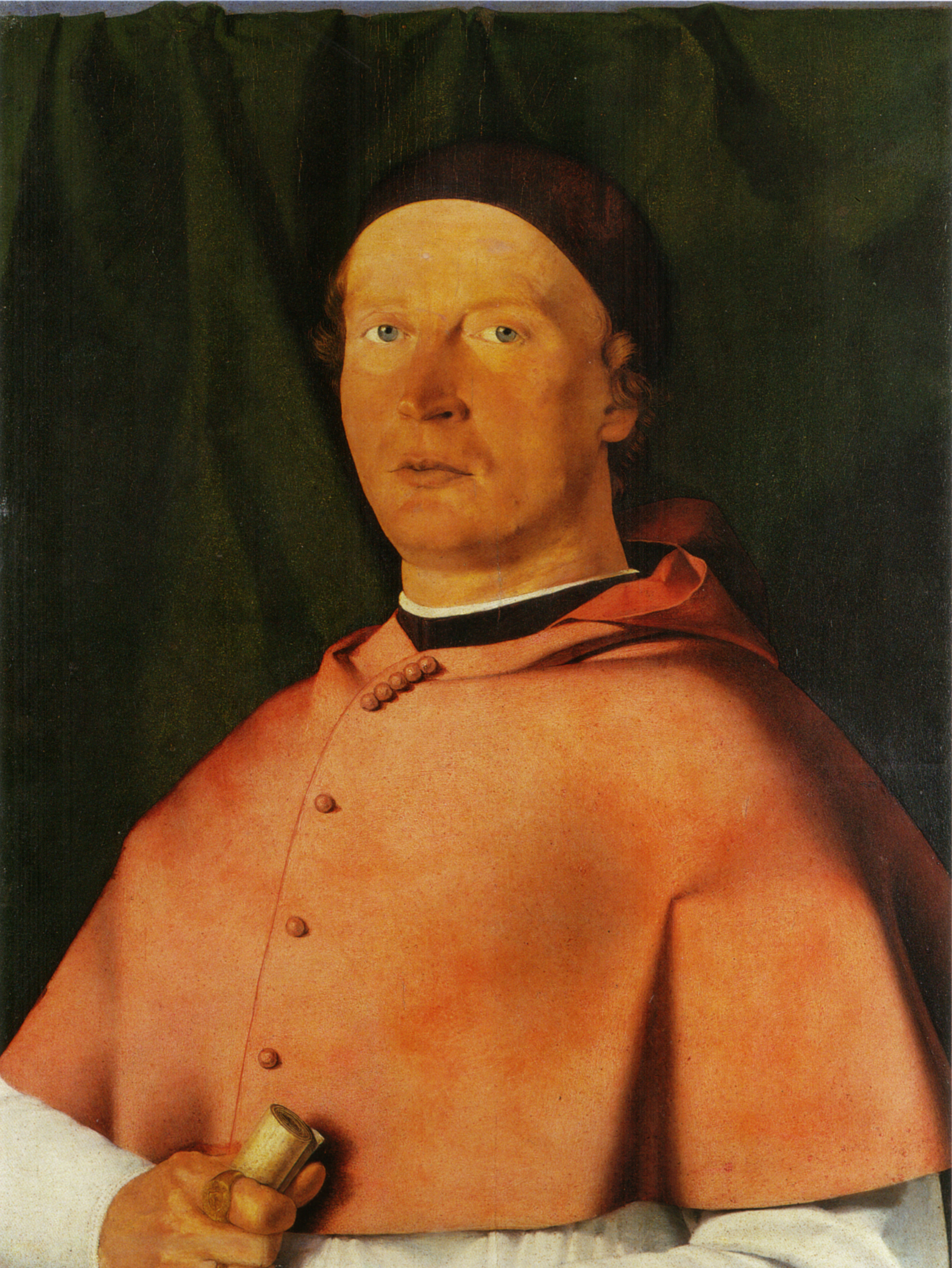
『ベルナルド・デ・ロッシ司教の肖像』 (1505年) ナポリ、カポディモンテ美術館
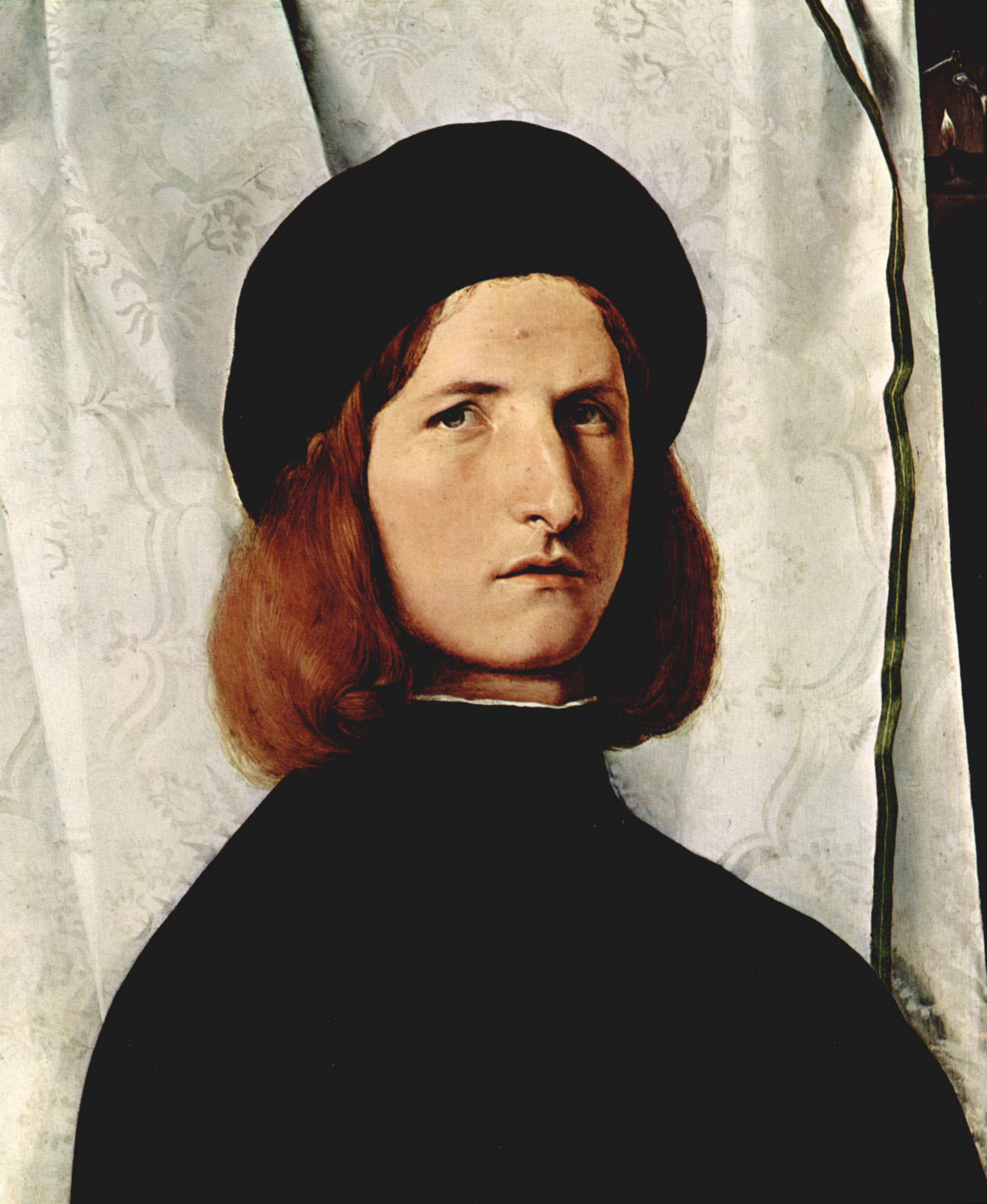
『ランプのある青年の肖像』(1508年) ウィーン、美術史美術館
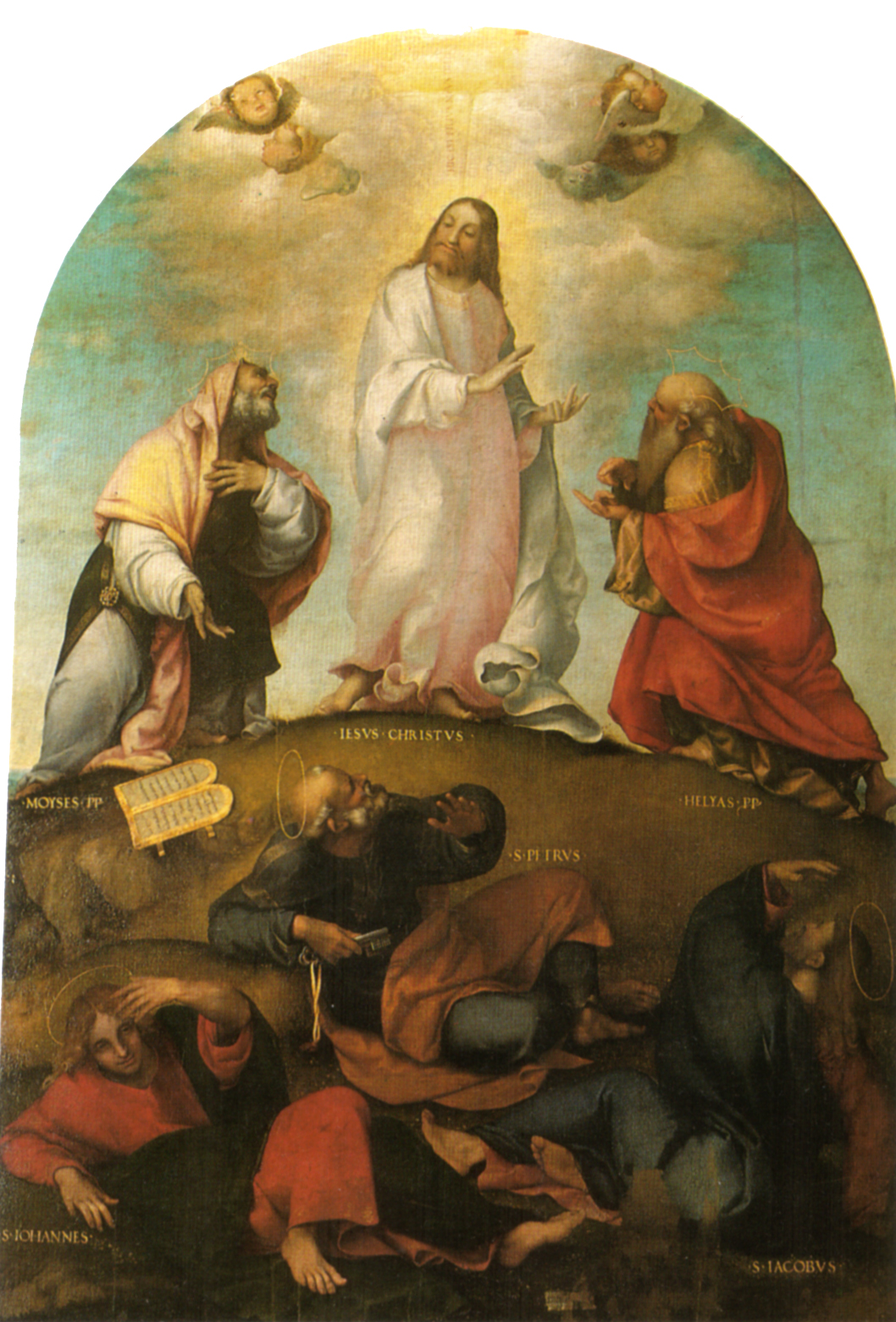
『キリストの変容』（1510-12年) レカナーティ市立絵画美術館
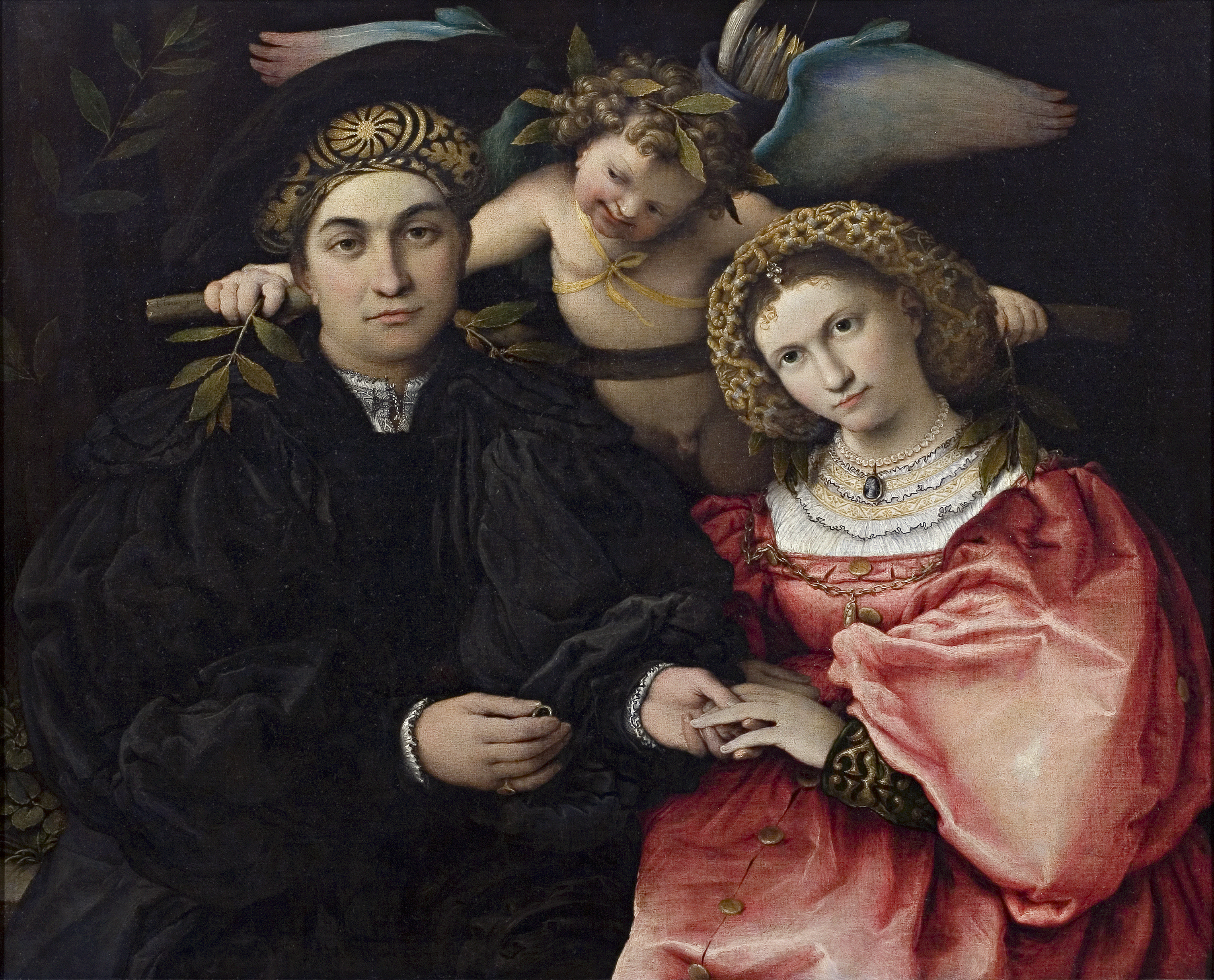
『マルシリオ・カッソッティと妻ファウスティーナの肖像』（1523年) マドリード、 プラド美術館
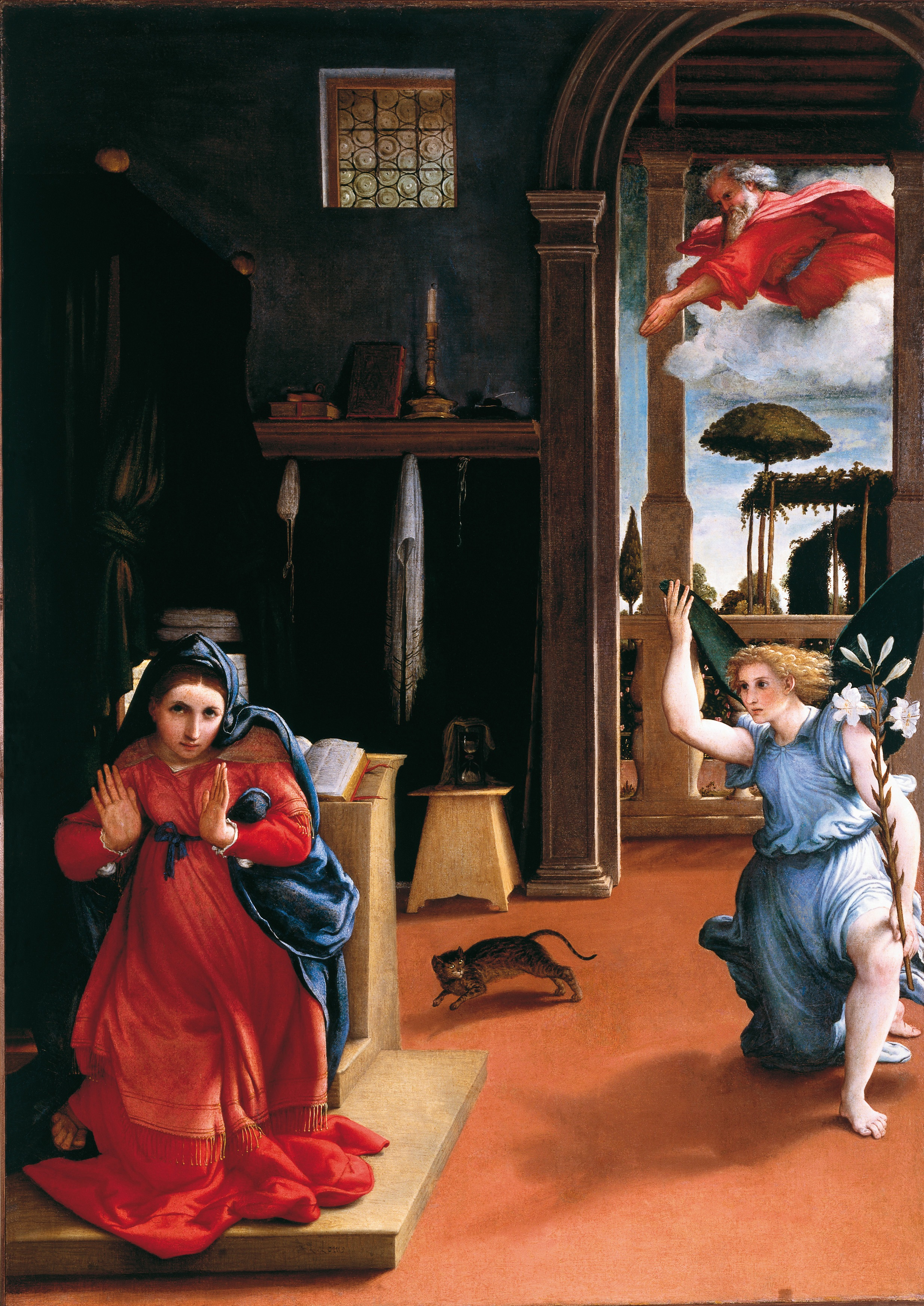
『受胎告知』 (1528年) レカナーティ市立絵画美術館
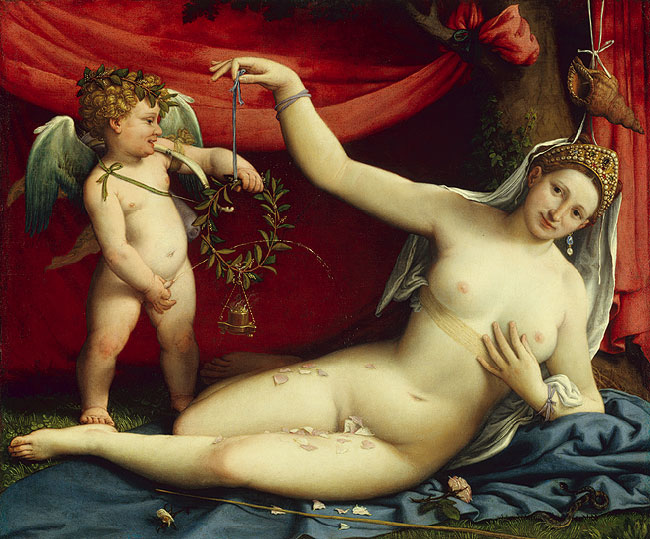
『ヴィーナスとキューピッド』 (1530年頃) ニューヨーク、メトロポリタン美術館収蔵)
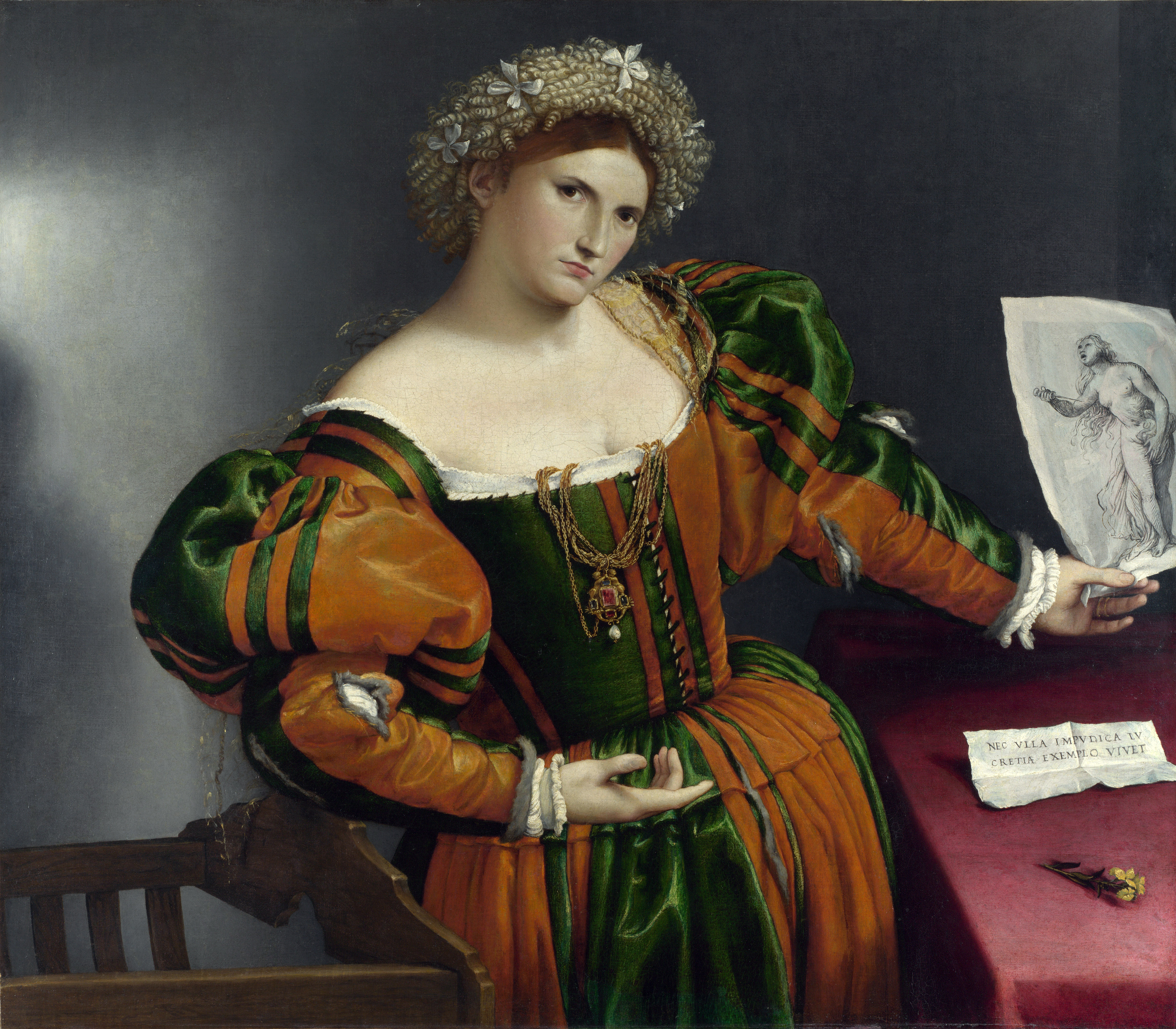
『ルクレティアを手本とする女性の肖像』（1530-1533年頃) ナショナル・ギャラリー (ロンドン)
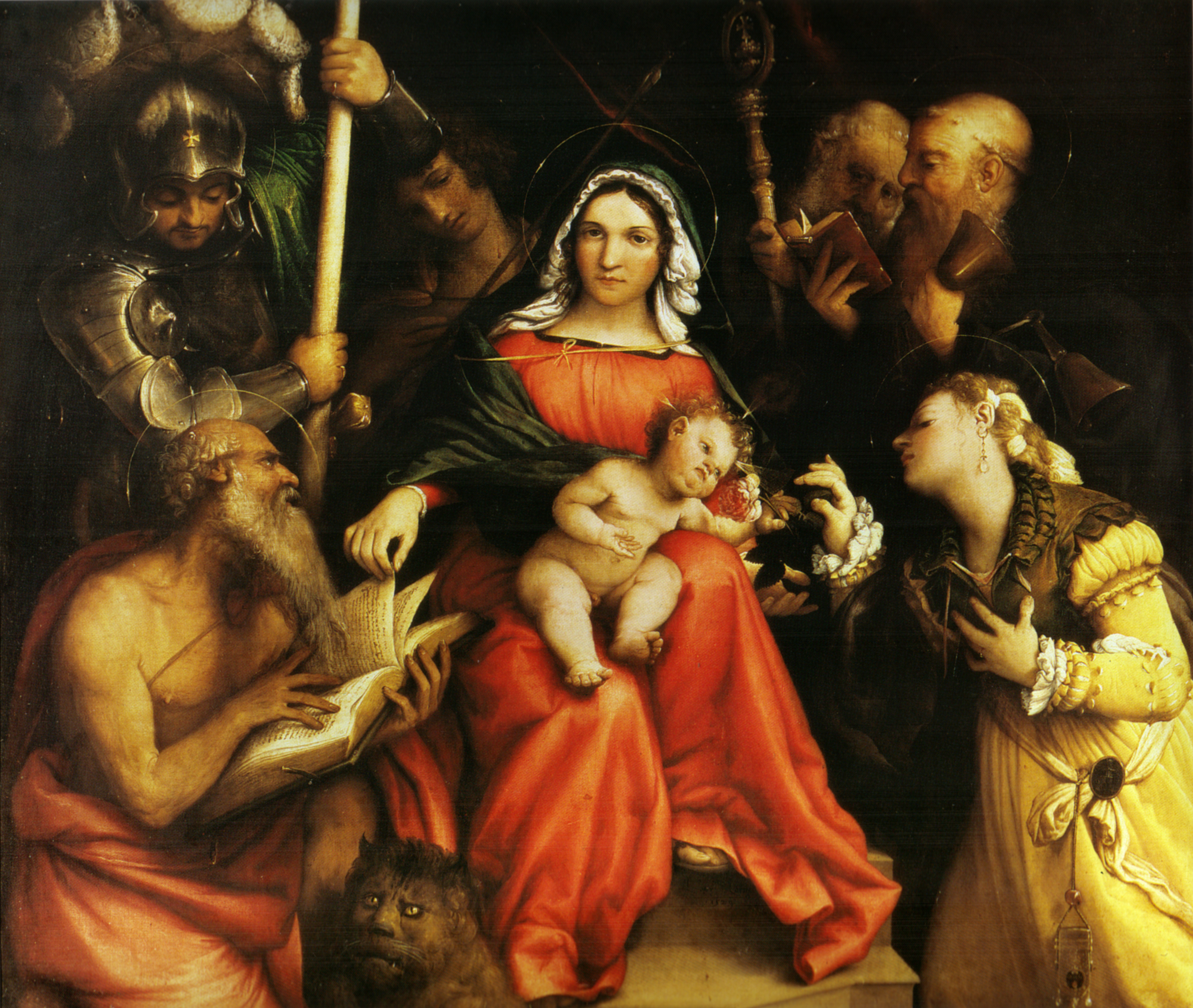
『聖カタリナの神秘の結婚と聖人たち』[3]（1524年)[4] ローマ、バルベリーニ宮国立古典絵画館